# آیاه بدیر
آیاه بدیر (عربی: آية بدير؛ زادهٔ ۱۹۸۲ (۴۲–۴۳ سال)) هنرمند، کارآفرین، مهندس، و طراح اهل کانادا است. وی همچنین برندهٔ جوایزی همچون ۱۰۰ زن بی‌بی‌سی شده‌است.
آیاه بدیر، بنیانگذار و مدیر اجرایی LittleBits، یک مهندس و یکی از رهبران جنبش Maker است. حرفه و تحصیلات آیاه بدیر بر پیشرفت سخت‌افزار منبع باز متمرکز شده‌است تا آموزش و نوآوری را برای مردم در سراسر جهان در دسترس تر کند. او یکی از بنیانگذارانOpen Hardware Summit، یکی از فارغ التحصیلان آزمایشگاه رسانه MIT و یکی از همکاران ارشد TED است. اخیراً آیاه بدیر در فهرست خلاق‌ترین افراد در کسب و کار FastCompany برای سال ۲۰۱۳ رتبه ۳۳ را به خود اختصاص داده‌است و littleBits به عنوان یکی از ۱۰ استارتاپ نوظهور برتر سی ان ان برای تماشا انتخاب شده‌است و بیش از ۱۸ جایزه اسباب بازی و آموزش را به دست آورده‌است. آیه که اصالتاً اهل لبنان و کانادا است، اکنون در شهر نیویورک زندگی می‌کند.

### آثار هنری
قبل از LittleBits، بدیر به عنوان یک هنرمند تعاملی کار می‌کرد. او آثاری را در گالری هنرهای تجسمی طاووس (آبردین)، موزه نیو (نیویورک)، Ars Electronica (لینز) و کالج سلطنتی هنر (لندن) به نمایش گذاشته‌است. تأسیسات شامل:
الکتریسیته گریزان (Ejet Ejet)
اسرار تتا هانیا
Les Annees Lumiere
عربستان
جستجوی تصادفی